# Kampf um Yellow Rose
Kampf um Yellow Rose ist eine US-amerikanische Westernserie, die von 1983 bis 1984 auf NBC zu sehen war. In Deutschland erfolgte die Erstausstrahlung am 31. August 1987 auf Sat.1. Die Serie umfasst eine Staffel mit 22 Folgen zu je 60 Minuten.

## Handlung
Yellow Rose ist eine große Ranch in Texas. Patriarch Wade Champion, der mittlerweile verstorben ist, hat sie vor einigen Jahren Jeb Hollister bei einem Pokerspiel abgenommen, und sie vor sechs Jahren seiner Familie hinterlassen. Familienvorstand und Leiter der Ranch ist jetzt der wortkarge Roy Champion. Sein Halbbruder Quisto und Wades Witwe Colleen stehen ihm dabei zur Seite. Colleen ist für die Pferdezucht verantwortlich. Zu den Cowboys, die auf der Ranch arbeiten, gehören Luther Dillard und Hoyt Coryell, die auf Yellow Rose alt geworden sind, der Indianer Big John sowie Roys Sohn Whit aus seiner geschiedenen Ehe. Cowboy Chance hat eine geheimnisumwitterte Vergangenheit. Sein Erzfeind Jeb Hollister hat den Verlust der Ranch nie überwunden und will Rache. Er lässt nichts unversucht, um den Champions Schwierigkeiten zu machen.

## Episoden
| Nr. | Deutscher Titel           | Original-Titel       | Original-Erstausstrahlung (USA) | Deutschsprachige Erstausstrahlung (D) |
| --- | ------------------------- | -------------------- | ------------------------------- | ------------------------------------- |
| 01  | Korruption und Intrige    | The Yellow Rose      | 2. Okt. 1983                    | 31. Aug. 1987                         |
| 02  | Unter falschem Verdacht   | Divided We Fall      | 15. Okt. 1983                   | 7. Sep. 1987                          |
| 03  | Die Kunstauktion          | When Honor Dies      | 22. Okt. 1983                   | 14. Sep. 1987                         |
| 04  | Die Falle                 | Walls of Fear        | 29. Okt. 1983                   | 21. Sep. 1987                         |
| 05  | Die Rache                 | Sins of the Father   | 5. Nov. 1983                    | 28. Sep. 1987                         |
| 06  | Gefahr beim Viehtransport | Breaking Trail       | 12. Nov. 1983                   | 12. Okt. 1987                         |
| 07  | Mut und Glück             | Moving Targets       | 19. Nov. 1983                   | 19. Okt. 1987                         |
| 08  | Zwei Brüder finden sich   | Trail’s End          | 26. Nov. 1983                   | 26. Okt. 1987                         |
| 09  | Liebe ohne Hoffnung       | A Question of Love   | 10. Dez. 1983                   | 2. Nov. 1987                          |
| 10  | Macht und Ohnmacht        | Only the Proud       | 17. Dez. 1983                   | 5. Okt. 1987                          |
| 11  | Zerstörtes Glück          | Divide and Conquer   | 7. Jan. 1984                    | 9. Nov. 1987                          |
| 12  | Wer überlistet wen?       | Hell Hath No Fury    | 14. Jan. 1984                   | 16. Nov. 1987                         |
| 13  | Vergebliche Flucht        | Deadline             | 21. Jan. 1984                   | 23. Nov. 1987                         |
| 14  | Gewagtes Spiel            | Land of the Free     | 11. Feb. 1984                   | 30. Nov. 1987                         |
| 15  | Am seidenen Faden         | Sport of Kings       | 18. Feb. 1984                   | 7. Dez. 1987                          |
| 16  | Der weiße Hengst          | Running Free         | 25. Feb. 1984                   | 14. Dez. 1987                         |
| 17  | Das Spiel ist aus         | Sacred Ground        | 10. März 1984                   | 4. Jan. 1988                          |
| 18  | Das große Rodeo           | Debt of Honor        | 17. März 1984                   | 11. Jan. 1988                         |
| 19  | Ausgebeutet               | Chains of Fear       | 24. März 1984                   | 18. Jan. 1988                         |
| 20  | Die Täuschung             | Beyond Vengeance     | 28. Apr. 1984                   | 25. Jan. 1988                         |
| 21  | Das Vermächtnis           | Villa’s Gold         | 5. Mai 1984                     | 1. Feb. 1988                          |
| 22  | Notwehr                   | The Far Side of Fear | 12. Mai 1984                    | 8. Feb. 1988                          |